# Ordem dos Arquitetos
A Ordem dos Arquitetos (AO 1945: Ordem dos Arquitectos) ComSE (OA) é a instituição de regulação profissional dos Arquitetos Portugueses. Uma das suas atribuições é a responsabilidade atribuição dos título profissional de "Arquiteto", legalmente necessário para a atuação em determinadas áreas do âmbito da Arquitetura.

## História
A Ordem dos Arquitetos é depositária da longa história associativa dos arquitetos em Portugal. A primeira agremiação remonta a 1602, com a criação da Irmandade de São Lucas, associação religiosa de arquitetos e outras profissões artísticas, mas só em 1863 é formalizada a Associação dos Arquitetos Civis Portugueses, depois designada por Real Associação dos Arquitetos Civis e Arqueólogos Portugueses. 
Em 1902 surge a Sociedade dos Arquitetos Portugueses, sendo criada a primeira delegação no norte de Portugal, com sede no Porto. Entre os nomes marcantes desta fase contam-se Adães Bermudes e Miguel Ventura Terra.
Em 1933, já dentro da orgânica do Estado Novo, o Sindicato Nacional dos Arquitetos (SNA), sob controlo do Ministério do Trabalho e das Corporações, substitui a anterior sociedade. "Durante este período realizar-se-á o 1.º Congresso Nacional de Arquitetura em 1948, cujas teses questionam a tutela do Estado Novo e originam outra forma de pensar a profissão de arquiteto e a própria arquitetura. Porfírio Pardal Monteiro e Francisco Keil do Amaral marcam profundamente este período associativo, respetivamente antes e depois do Congresso de 48".
A 16 de Junho de 1948 o Sindicato Nacional dos Arquitectos foi feito Comendador da Antiga, Nobilíssima e Esclarecida Ordem Militar de Sant'Iago da Espada, do Mérito Científico, Literário e Artístico.
"Em 1978, no período posterior ao 25 de Abril de 1974, o sindicato transforma-se na Associação dos Arquitetos Portugueses, aprofundando a matriz ética, cívica e crítica do Congresso de 48 que, de algum modo, antecipou a afirmação da democracia em Portugal". 
Dez anos mais tarde (1988) a AAP transforma-se em associação pública, de acordo com a deliberação do 4.º Congresso de 1986 realizado no Porto, assumindo a representação exclusiva dos arquitetos em Portugal.
A Ordem dos Arquitetos (OA) surge em 1998, em resultado de um processo de discussão interno, que culmina com a produção de uma proposta de estatutos, a qual foi posteriormente homologada pela classe em referendo interno.
Com a publicação do respetivo Estatuto em anexo ao Decreto-Lei n.º 176/98, de 3 de Julho, é criada a Ordem dos Arquitetos, que passa a representar todos os arquitetos e a regular o respetivo exercício profissional.
A sua sede é em Lisboa.

## Atribuições
Podem ser membros da Ordem dos Arquitetos, os Licenciados em Cursos de Arquitetura certificados pela própria Ordem.